# اختبار الصندوق الأبيض

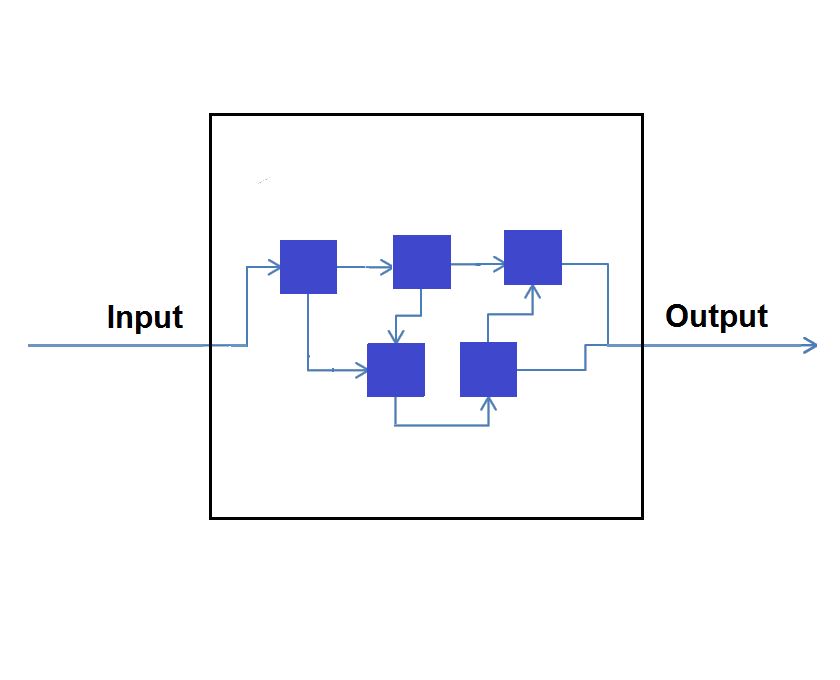

اختبار الصندوق الأبيض، (الملقب أيضاً اختبار الصندوق الواضح، اختبار الصندوق الزجاجي، اختبار الصندوق الشفاف، والاختبار الهيكلي) هو طريقة اختبار للبرمجيات، تختبر الهياكل الداخلية أو عمل التطبيقات بدلاً من الوظيفة (مثل:اختبار الصندوق الأسود)، في اختبار الصندوق الأبيض المنظور الداخلي للنظام مثل مهارات النظام يكون مطلوباً، ويستخدم أيضاً في حالات الاختبار، يختار المختبر مدخلات لممارسة المسارات من خلال الترميز، وتحديد المخرجات المناسبة، وهذا مشابه لاختبار النقاط في الدائرة مثل: اختبار الدائرة الكهربائية( تقنية الاتصالات والعلومات ICT).

يمكن تطبيق عمليات اختبار الصندوق الأبيض على مستوى الوحدة، والأنظمة المتكاملة، إلا أنه دائماً يتم على مستوى الوحدة، فبإمكانه اختبار المسارات خلال الوحدة، والمسارات بين الوحدات خلال التكامل، وبين الأنظمة الفرعية خلال اختبار مستوى النظام. على الرغم من أن طريقة هذا الاختبار يمكنها أن تكشف الكثير من الأخطاء والمشاكل، إلا أنها لا تكشف أجزاء المواصفات التي لم تنفذ أو المطلوبات المفقودة.
تقنيات تصميم اختبار الصندوق الأبيض تتضمن:
- اختبار تدفق النظام (بالإنجليزية:تدفق السيطرة testing)
- اختبار تدفق البيانات (بالإنجليزية: Data flow testing)
- اختبار الفرع (بالإنجليزية:Branch testing)
- اختبار المسار (بالإنجليزية:Path testing)

## القرصنة
في اختبار الاختراق، يشير اختبار الصندوق الأبيض إلى المنهجية التي تكون فيها القرصنة الأخلاقية على دراية تامة بالبرنامج المخترق، والهدف من اختبار اختراق الصندوق الأبيض هو محاكاة دخيل خبيث يملك بعض المعرفة وبعض أوراق الاعتماد لهدف النظام.

## وصلات خارجية
- BCS SIGIST (British Computer Society Specialist Interest Group in Software Testing): Standard for Software Component Testing, Working Draft 3.4, 27. April 2001.
- http://agile.csc.ncsu.edu/SEMaterials/WhiteBox.pdf has more information on control flow testing and data flow testing.
- http://research.microsoft.com/en-us/projects/pex/ Pex - Automated white-box testing for .NET